# Ozero Kanasji
Ozero Kanasji (ryska: Озеро Канаши) är en sjö i Belarus.   Den ligger i voblasten Vitsebsks voblast, i den norra delen av landet, 170 km norr om huvudstaden Minsk. Ozero Kanasji ligger 128 meter över havet. Arean är 0,50 kvadratkilometer. Den sträcker sig 0,9 kilometer i nord-sydlig riktning, och 0,8 kilometer i öst-västlig riktning.
I omgivningarna runt Ozero Kanasji växer i huvudsak blandskog. Runt Ozero Kanasji är det glesbefolkat, med 15 invånare per kvadratkilometer.